# AS.12
Die AS.12 war eine manuell gelenkte Luft-Boden-Rakete aus französischer Produktion. Die Ausführung SS.12M war ein von Schiffen gestarteter Seezielflugkörper. Hersteller ist die Firma Nord Aviation (heute EADS).

## Entwicklung
Die SS.12 entstand als vergrößerte Ausführung der SS.11. Angedacht war die Entwicklung einer Panzerabwehrlenkwaffe mit großer Reichweite. Die Entwicklung begann im Jahr 1957. Schon knapp zwei Jahre später erfolgte 1959 der Erstflug eines Prototyps. Da sich die SS.12 als zu groß und zu schwer für den Einsatz zur Panzerbekämpfung erwies, wurde der Entwurf in eine Luft-Boden-Rakete bzw. einen Seezielflugkörper umgeändert. Die Produktion der Ausführung SS.12M begann 1956 und die der AS.12 im Jahr 1961. Bis zum Produktionsende im Jahr 1982 wurden rund 10.000 AS/SS.12 produziert. Als Nachfolgemodell wurde ab 1976 die AS.15TT entwickelt.

## Varianten
- AS.12: Version für den Start ab Hubschraubern oder Flugzeugen. Reichweite 8 km.
- SS.12: Boden-Boden-Version für den Einsatz ab Fahrzeugen. Reichweite 4 km.[5]
- SS.12M: Marineversion der SS.12 für den Start ab Schiffen. Reichweite 5,5 km.

## Technik
Für die Signalübertragung von Steuerbefehlen von der Abschussplattform zum Flugkörper (AS.12, SS.12) wurde ein einzelnes zweiadriges Signalkabel genutzt. Aufgrund dieses Kabels war die Reichweite begrenzt. Diese konnte bei der AS.12 bis zu 8 km betragen. Eine geringere Reichweite hatten die bodengestützten Varianten mit maximal 5,5 km. Das Kabel sorgte aber immer wieder, durch komplettes Abreißen für Probleme.
Die SS.12M (M für Marine) war eine Weiterentwicklung der AS.12, die von Schiffen aus verwendet wurde. Sie wurde auf Schiffen in fest montierten Containern von bis zu 8 Stück auf dem Deck installiert. Die Entwicklung wurde von Nord Aviation und der britischen Werft Vosper & Company initiiert und auch vermarktet.
Alle Varianten besaßen den gleichen Booster, der eine Brenndauer von etwa 1,8 Sekunden hat. Danach zündete der Feststoffraketenmotor mit einer maximalen Brenndauer von 30 Sekunden. Beim Aufschlag zündete bei der AS.12 der Gefechtskopf sofort. Bei der SS.12M geschah dies erst ca. 1,82 m nach dem Aufschlagspunkt und sorgte so für ein Höchstmaß an Zerstörung im Innern des Schiffes.

## Einsatz
Am 24. April während des Falklandkriegs versuchte die britische Royal Navy das argentinische U-Boot, die ARA Santa Fe (ex-USS Catfish (SS-339) der US-amerikanischen Balao-Klasse) anzugreifen. Einen Tag später wurde das U-Boot lokalisiert und anschließend in einem Angriff mit Hubschraubern, durch MG-Feuer und AS.12-Lenkwaffen beschädigt. Dabei wurden die Heckflosse und die Druckhülle beschädigt, so dass es sich tauchunfähig zur südgeorgischen Küste zurückziehen musste, wo es aufgegeben wurde. Die Besatzung ergab sich den britischen Kräften. Im weiteren Verlauf des Krieges griffen zwei Westland Wessex der Briten das Rathaus von Port Stanley mit zwei AS.12 an. Eine verfehlte ihr Ziel und traf stattdessen das Polizeigebäude, die zweite hatte eine Fehlfunktion und blieb am Hubschrauber.

## Verbreitung
Die AS.12 und SS.12M wurden weltweit exportiert. Spätestens seit Ende der 1990er-Jahre befinden sich keine AS/SS.12 mehr im Dienst.
- Angola – Die Angolanischen Streitkräfte übernahmen eine unbekannte Anzahl AS.12 aus französischen Beständen.
- Argentinien – Die Streitkräfte Argentiniens hatten 48 AS.12, diese wurden für die SA-319 Alouette III in den Jahren 1969–1974 beschafft.
- Bahrain – Die Streitkräfte Bahrains hatten eine unbekannte Anzahl AS.12 im Bestand.
- Deutschland – Frankreich lieferte 100 AS.12 im Jahr 1964 an die Bundeswehr.
- Elfenbeinküste – Da die Elfenbeinküste keine eigenständige Marine hat und deren Aufbau nicht konsequent erfolgte, ist der Status der 24 SS.12M die für die beiden 1978 von Frankreich gelieferten Schnellboote der Patra-Klasse (L’Ardent, L’Intrepide) vorgesehen waren unklar.
- Frankreich – Die Marine Nationale nutzte die SS.12, AS.12 und SS.12M. Die AS.12 wurde durch die AS.15TT ersetzt.
- Gabun – Die Streitkräfte Gabuns übernahmen 10 SS.12M aus französischen Beständen.
- Griechenland – 1975 wurden 32 AS.12 geliefert und an der Aérospatiale AS-319 eingesetzt. Später bekam Griechenland noch eine unbekannte Anzahl an SS.12M.
- Irak – Der Status der 664 AS.12, die zwischen 1973 und 1975 für die SA-316 Alouette III der irakischen Armee, ist durch die verschiedenen Konflikte in die der Irak verwickelt war, unklar.
- Iran – Zwischen den Jahren 1970 und 1975 kaufte der Iran 1.000 SS.12 und 480 AS.12 in zwei Tranchen. Aufgrund der islamischen Revolution 1979 und dem Ersten Golfkrieg ist über den Einsatz und Verbleib wenig bekannt.
- Italien – Die Italienische Streitkräfte haben 200 AS.12 in den Jahren 1963–1964 geliefert bekommen. Sie wurden durch die Marte ersetzt.
- Kamerun – Die Kamerunischen Streitkräfte übernahmen 8 SS.12M aus französischen Beständen.
- Katar – Die Streitkräfte Katars hatten eine unbekannte Anzahl AS.12 im Bestand.
- Libanon – Die Streitkräfte des Libanon übernahmen 25 AS.12 aus französischen Beständen.
- Libyen – Die Streitkräfte Libyens bestellten im Jahr 1967 als erster Exportkunde 48 SS.12M.
- Madagaskar – Die Streitkräfte Madagaskars hatten 16 SS.12M im Bestand.
- Malaysia – Die Streitkräfte Malaysias hatten 64 SS.12M im Bestand.
- Niederlande – Bei den Marinefliegern der Koninklijke Marine nutzte man 125 AS.12 für die P-2 Neptune.
- Norwegen – Die Norwegische Marine beschaffe eine kleine Anzahl SS.12M für Testzwecke.
- Schweden – Die Schwedische Marine beschaffe eine kleine Anzahl SS.12M für Testzwecke.
- Senegal – Die Forces armées du Sénégal übernahmen eine unbekannte Anzahl SS.12M aus französischen Beständen.
- Spanien – Die Spanischen Streitkräfte hatten eine unbekannte Anzahl AS.12 im Bestand.
- Südafrika – Die South African National Defence Force hatten 768 AS.12 und SS.12M im Bestand.
- Togo – Die Togoischen Streitkräfte hatten 40 SS.12M im Bestand.
- Tunesien – Die Tunesische Marine hatte 48 SS.12M im Bestand.
- Türkei – Zwischen den Jahren 1972 und 1977 bekamen die türkischen Streitkräfte 36 AS.12 für die AB-204 und AB-212 ASW.
- Venezuela – Die Fuerza Armada Nacional Bolivariana nutzte 80 AS.12 für ihre Grumman S-2E und AB-212.
- Vereinigte Arabische Emirate – Das Emirat Abu Dhabi ließ sich 1.000 AS.12 für ihre Aérospatiale SA-316 im Jahr 1975 liefern.
- Vereinigtes Königreich – Die Royal Navy ließ sich 500 AS.12 für die Westland Wasp, Wessex und Lynx liefern. Sie wurde durch die Sea Skua ersetzt.

## Waffenplattformen
Hubschrauber
- Westland Lynx
- Westland Wessex
- Westland Wasp
- Aérospatiale SA-319
- Aérospatiale SA 341
- Aérospatiale SA 321
- Bell UH-1
- Bell 212/AB.212 ASW
- Sikorsky S-61

Flugzeuge
- Breguet Br.1050 Alizé
- Breguet Atlantic
- Dassault Étendard
- Lockheed P-2
- British Aerospace Nimrod
- Grumman S-2

Schiffe
- Typ P-48 Schnellboot (Tunesien)
- Kara-Klasse Schnellboot (Togo)
- Perkasa-Klasse Schnellboot (Malaysia)
- Toky-Landungsboote (Madagaskar)
- Susa-Klasse Schnellboot (Libyen)
- Omar-Bongo-Klasse Schnellboot
- Patra-Klasse Schnellboot
- Pahlawan-Klasse Schnellboot (Brunei)
- La-Combattante-Klasse